# Авірон (повість)
«Авірон» — повість Гната Хоткевича на біблійну тематику, написана в 1910-му і видана в 1917-му році через неприхильне ставлення до твору з боку царської цензури.
У повісті Хоткевич перероблює сюжет про Мойсея, трактуючи його як властолюбця і лжепророка, якому й протистоїть Авірон — юнак-вільнодумець, серце якого сповнене сумнівами щодо віри Мойсея та правил, які вона встановлює.

## Видання
- Авірон (повість). Київ: Шлях, 1917. 79 с.
- Авірон: повість. Харків: Рух, 1928. 90 с.
- Авірон; Довбуш: повісті, оповідання. Київ: Дніпро, 1990. с. 5-62.